# Quasselwelle
Die Quasselwelle entstand in den 1970er-Jahren für den formlosen Funkverkehr zwischen westdeutschen Handelsschiffen untereinander oder zu deren Reedereien. Sie ermöglichte Funksprechverbindungen auf Kurzwelle zwischen Schiffen, Landstationen und gelegentlich auch Flugzeugen.

## Gegenseitige Funkunterstützung
Die Columbus-Line der Reederei Hamburg Süd betrieb einen Dienst zwischen dem Panama-Kanal und Australien/Neuseeland. Dort waren moderne Containerschiffe mit sehr leistungsfähigen Funkanlagen eingesetzt. Sie hatten gute Verbindung mit Norddeich Radio (Rufzeichen DAN). Alle Schiffe der Reederei Hamburg-Süd kontaktierten sich vierstündlich mit dem ihnen von der Deutschen Bundespost zugewiesenen Reederei-Sammelrufzeichen DAAP. Bestimmte Linienschiffe, beispielsweise der Columbus-New-Zealand-Klasse, nahmen dann die Telegramme der anderen Reedereischiffe an und funkten sie an Norddeich Radio weiter. Dies taten sie auch für reedereifremde Schiffe. Diese vierstündigen Treffen nannte man Hamburg-Süd-Periode. Die Funkoffiziere berechneten hierfür keine zusätzlichen Gebühren, wozu sie berechtigt gewesen wären. Das „fremde“ Schiff bat dann höflich um QSP? nach dem Q-Code. Das bedeutete „Würden Sie gebührenfrei vermitteln?“ und der Wunsch wurde in der Regel gewährt.

## Entstehung der Quasselwelle
Abhängig von Reflexionen der Funkwellen an der Ionosphäre in Abhängigkeit von der Tageszeit, der Sonnenstrahlung und der Funkfrequenz haben Kurzwellenfunkgeräte unterschiedliche Reichweiten, die zwischen einigen hundert bis hin zu tausenden Kilometern schwanken.
Ab Anfang der 1970er Jahre wurde die Reichweite der Funkanlagen durch Einführung der Einseitenbandmodulation in der Kurzwellen-Telefonie erheblich verbessert. Den Schiffen waren inzwischen für den Schiff-Schiff-Verkehr besondere Telefonie-Frequenzen zugewiesen worden. Die bekannteste war die Frequenz 16.587,1 kHz. Es hatte sich schnell eingespielt, dass sich die Funker aller deutschen Reedereien weltweit regelmäßig zu den Zeiten der früheren Hamburg-Süd-Periode trafen, um Nachrichten auch privater Natur miteinander auszutauschen. Verbindungen zwischen Hawaii und Südafrika waren genauso normal wie zwischen Schiffen vor Hongkong und der antarktischen Georg von Neumayer-Station des Bremerhavener Alfred-Wegener-Instituts. Selbst Lufthansa-Flugzeuge mitten über der Sahara nahmen gelegentlich daran teil. Da über alles gesprochen wurde, bildete sich der Name Quasselwelle heraus.